# 滇海水仙花
滇海水仙花（学名：Primula pseudodenticulata）为报春花科报春花属下的一个种。

## 扩展阅读
- 維基物種上的相關：滇海水仙花